# Teorema della probabilità assoluta
In teoria della probabilità il teorema della probabilità assoluta (detto anche teorema delle partizioni) afferma che se {\displaystyle \ A_{1},\ldots ,A_{n}} formano una partizione dello spazio campionario di tutti gli eventi possibili {\displaystyle \ \Omega } (ossia {\displaystyle \ A_{i}\cap A_{j}=\varnothing \ \forall i\neq j} e {\displaystyle \cup _{i=1}^{n}A_{i}=\Omega }) e {\displaystyle \ B} è un qualsiasi evento (dipendente dagli eventi {\displaystyle A_{i}}), allora: 
{\displaystyle {\mbox{P}}(B)=\sum _{i=1}^{n}{\mbox{P}}(A_{i}\cap B)=\sum _{i=1}^{n}{\mbox{P}}(A_{i}){\mbox{P}}(B|A_{i})}

## Dimostrazione
La dimostrazione di questo risultato segue immediatamente dal fatto che:
{\displaystyle \ B=(A_{1}\cap B)\cup (A_{2}\cap B)\cup \cdots \cup (A_{n}\cap B)}
dunque, per l'additività della probabilità, essendo gli eventi a due a due incompatibili:
{\displaystyle \ {\mbox{P}}(B)=\sum _{i}{\mbox{P}}(A_{i}\cap B)}
Ma poiché, in base alla definizione di probabilità condizionata: {\displaystyle \ {\mbox{P}}(A_{i}\cap B)={\mbox{P}}(A_{i}){\mbox{P}}(B|A_{i})}, si ha:
{\displaystyle \ {\mbox{P}}(B)=\sum _{i}{\mbox{P}}(A_{i}){\mbox{P}}(B|A_{i})}
come volevasi dimostrare.